# Jim Metzler
Jim Metzler (Oneonta, Nova York, Estats Units, 23 de juny de 1951) és un actor estatunidenc.

## Biografia
Amb els seus bons personatges clàssics i un posat estoic, Jim Metzler ha tingut una carrera llarga com a actor. El més notable sigui probablement el paper de Mason McCormick, germà del personatge de Dillon Matt en la pel·lícula de Disney "Tex," (1982) que li va suposar una nominació als Globus d'Or molt aviat en la seva carrera.
Previ a aquest paper, Metzler havia anat al Dartmouth College on va destacar jugant al beisbol. Mentre era allà va ser sondejat pel Boston Red Sox, però va decidir deixar els seus somnis en el beisbol per seguir una carrera com a actor. Després del seu èxit en "Tex," Metzler treballa en un cert nombre de sèries d'èxit a la televisió, incloent la minisèrie "North and South," (1985-1986) sobre els judicis de dos amics en bàndols oposats en la Guerra Civil americana.
Després alguns papers de secundari a la televisió i en algunes pel·lícules menors dels anys 1980, va ressorgir a principi dels anys 1990 amb el paper de Dud Cole en drama independent "Pas en fals" al costat de Bill Paxton. El 1997 va aterrar en el premiat thriller de Curtis Hanson "L.A. Confidential". Els anys 2000 Metzler treballa gairebé exclusivament en televisió, convertint-se en una cara familiar en drames com "CSI: NY" i "Crossing Jordan," i va trobar un paper recurrent altre cop amb Paxton en la sèrie de l'HBO "Big Love".

## Filmografia
Les seves pel·lícules més destacades són:

- 1980: Squeeze Play!: Segon base
- 1981: Georgia (Four Friends): Tom
- 1982: Tex: Mason McCormick
- 1983: Princesse Daisy (TV): John
- 1983: Cutter to Houston (sèrie TV): Dr Andy Fenton (1983)
- 1985: The Best Times (sèrie TV): Dan Bragen
- 1985: Do You Remember Love (TV): Tom Hollis
- 1985: North and South (sèrie TV): James Huntoon
- 1986: On Wings of Eagles (sèrie TV): Bill Gaylord
- 1986: River's Edge: Mr. Burkewaite
- 1986: The Christmas Star (TV): Stuart Jameson
- 1987: The Alamo: Thirte (TV): Maj. James Bonham
- 1987: The Little Partit Girl') (TV): Joseph Dutton
- 1988: Hot to Trot de Michael Dinner: Boyd Osborne
- 1989: 976-EVIL de Robert Englund: Marty
- 1989: Perry Mason: The Case of the Musical Murder (TV): Johnny Whitcomb
- 1989: Murder by Night (TV): Kevin Carlisle
- 1989: Gringo vell (Old Gringo): Ron
- 1990: Circuitry Man: Danner
- 1990: Crash: The Mystery of Flight 1501 (TV): Spense Zolman
- 1991: Delusion: George O'Brien
- 1991: Sundown: The Vampir in Retreat: David Harrison
- 1991: Love Kills (TV): Drew Bishop
- 1992: Gypsy Eyes: Harry Noble
- 1992: Waxwork 2: Roger
- 1992: Pas en fals (One False Move): Lt. Dudley 'Dud' Cole
- 1992: A Weekend with Barbara und Ingrid: Danny Shaffer
- 1994: French Silk (TV): Alister Petrie
- 1994: Plughead Rewired: Circuitry Man II: Danner
- 1995: Children of the Corn III: William Porter
- 1995: Silent Steel: el comandant
- 1996: Cadillac Ranch: Travis Crowley
- 1996: Don't Look Back (TV): Milton
- 1996: Apollo 11 (TV): Mike Collins
- 1997: St. Patrick's Day: Adam
- 1997: Little Girls in Pretty Boxes (TV): David Cline
- 1997: L.A. Confidential de Curtis Hanson: City Councilman
- 1997: A Gun, a Car, a Bonde: Richard / Rick Stone
- 1998: A Wing and a Prayer (TV): Will
- 1999: Phantom Town (vídeo): Dad
- 1999: The Big Brass Ring: Packy Barragan
- 1999: Bad City Blues: Luther Logan
- 1999: Hefner: Unauthorized (TV): Prosecutor
- 1999: Witness Protection (TV): Jim Cutler
- 2000: Warm Texas Rain (vídeo): Alex
- 2000: A Family in Crisis: The Elian Gonzales Story (TV)
- 2001: What Matters Most de Jane Cusumano: Reverend Worth
- 2001: The Doe Boy: Dr Moore
- 2001: Megiddo: The Omega Code 2: Breckenridge
- 2002: Under the Influence: Geary
- 2003: The United States of Leland: Cemetery Reporter
- 2010: Amish Grace (TV): Xèrif del comtat